# Eve Muirhead
Eve Muirhead (Perth, 22 april 1990) is een Schots voormalig curlingspeelster.

## Biografie
Muirhead nam in 2008 voor het eerst deel aan het EK. Ze won drie keer goud en tien medailles in totaal. Op het WK haalde ze twee keer de finale, waarvan één winnend werd afgesloten. Samen met de Britse ploeg won ze brons op de Olympische Winterspelen 2014 en goud op de Olympische Winterspelen 2022. In augustus 2022 kondigde ze haar afscheid aan van het internationale curlingcircuit.
1998: Gudereit, McCusker, Betker, Schmirler ·
2002: Martin, Morton, Knox, MacDonald, Rankin ·
2006: Norberg, Lund, Lindahl, Svärd, Bergman ·
2010: Norberg, Lund, Lindahl, Le Moine, Bergström ·
2014: Jones, Lawes, McEwen, Officer, Wall ·
2018: Hasselborg, Knochenhauer, Mabergs, McManus, Wåhlin ·
2022: Muirhead, Wright, Dodds, Duff, Smith